# Beukelaar (schild)

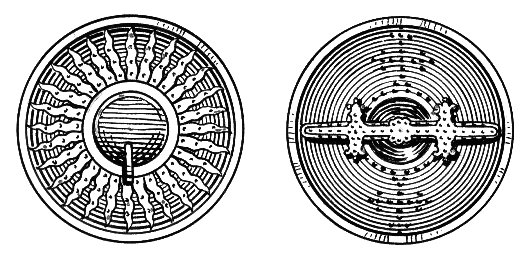
voor- en achterkant van een beukelaar

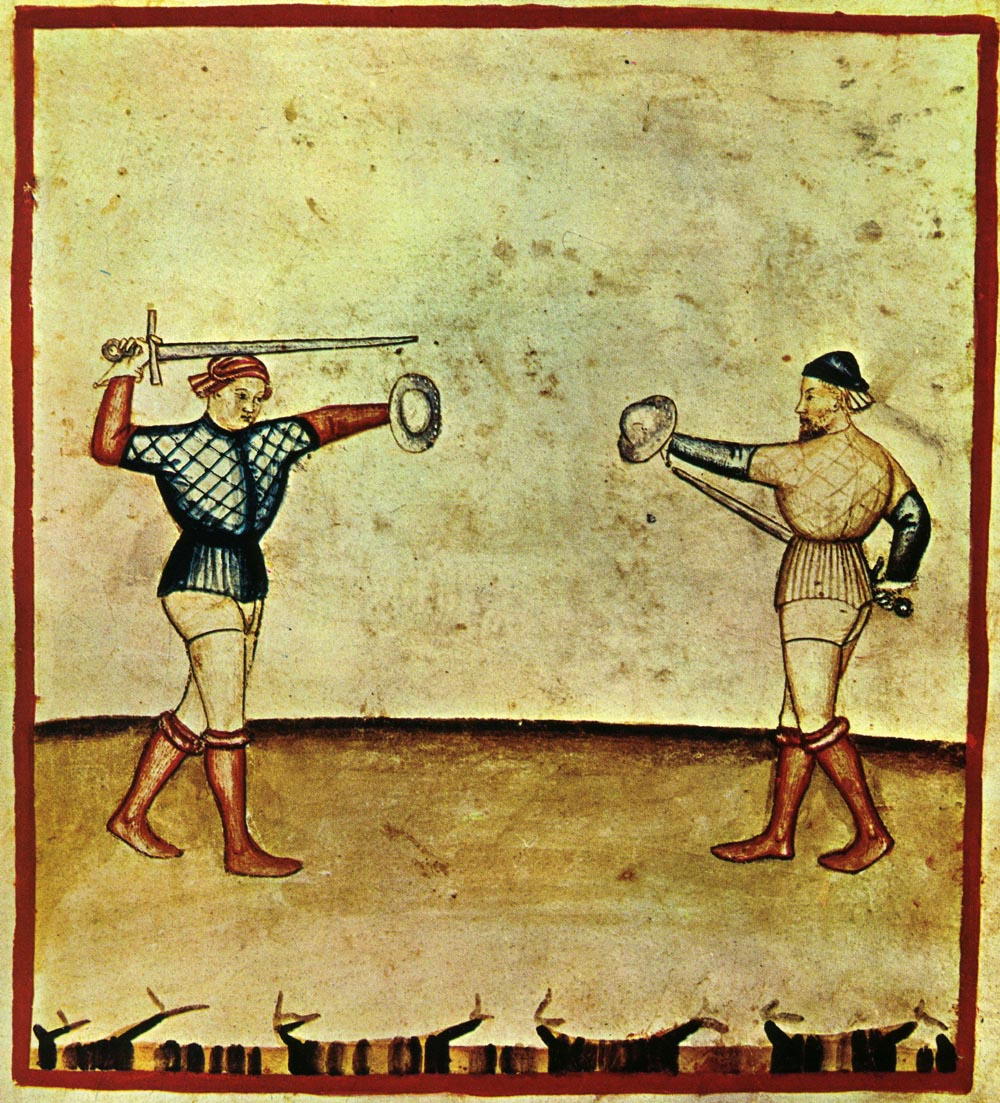
Zwaardgevecht met beukelaar, afbeelding uit de Tacuinum Sanitatis, ca. 1390

Een beukelaar (Frans: bouclier, schild) is een klein, meestal rond schild dat in de Middeleeuwen en de Renaissance (13e tot 17e eeuw) gebruikt werd bij gevechten met zwaard, fautsoen, dolk, messen of rapier. Daarna raakte het in onbruik. De diameter kon gaan tot ongeveer 50 centimeter. De beukelaar had een handgreep in het centrum zodat men het met één hand kon vasthouden om de aanvallen van de tegenstander af te slaan; maar men kon het ook als aanvalswapen gebruiken.

## Typologie
Men kan 3 globale vormen onderscheiden.
- Type I: rond
- Type II: rechthoekig of vierkant
- Type III: ovaal of druppelvormig

Deze kunnen allemaal gecombineerd worden met de volgende doorsnedes
- Type A: plat
- Type B: convex
- Type C: Concaaf
- Type D: gegolfd

## Gebruik
De combinatie eenhandig zwaard en beukelaar is lange tijd (12e-17e eeuw) een populaire combinatie geweest. Het kan op verschillende manieren gebruikt worden.
- Handbescherming
- Deflector van het zwaard van de tegenstander
- Afscherming van het zicht
- Binder
- Metalen vuist

In moderne Historische Europese Krijgskunsten is het een populaire discipline.

## Historische context
De beukelaar is terug te vinden in tal van middeleeuwse manuscripten, soms in een geïsoleerde tekening, een man-tot-mangevecht of afgebeelde veldslagen. 
Technische uitvoeringen werden vaak ook neergeschreven en/of getekend in zogenaamde vechtboeken. Het oudste overlevende manuscript, het MS I.33, is daar een mooi voorbeeld van. 
Deze manuscripten worden heden ten dage gebruikt om een beeld te krijgen van het gebruik en toepassing in de Historische Europese Krijgskunsten